# 2010-es labdarúgó-világbajnokság-selejtező (AFC – 2. forduló)
A 2010-es labdarúgó-világbajnokság ázsiai selejtezőjének 2. fordulójának mérkőzéseit 2007. november 9. és 18. között játszották.

## Formátum
Az 1. forduló 19 győztese közül a 11 legjobb helyen rangsorolt játék nélkül a 3. fordulóba jutott. A többi 8 csapat a 2. fordulóban vett részt, a csapatok oda-visszavágós rendszerben mérkőztek, a 4 győztes továbbjutott a 3. fordulóba.
A második forduló sorsolását 2007. augusztus 6-án tartották az Ázsiai Labdarúgó-szövetség székházában, a malajziai Kuala Lumpurban.

## Párosítások
Az első mérkőzéseket 2007. november 9-én és 10-én, a második mérkőzéseket november 18-án játszották.
| 1. csapat | Össz.Tooltip Aggregate score | 2. csapat     | 1. mérk. | 2. mérk. |
| --------- | ---------------------------- | ------------- | -------- | -------- |
| Hongkong  | 0–3                          | Türkmenisztán | 0–0      | 0–3      |
| Indonézia | 1–11                         | Szíria        | 1–4      | 0–7      |
| Szingapúr | 3–1                          | Tádzsikisztán | 2–0      | 1–1      |
| Jemen     | 1–2                          | Thaiföld      | 1–1      | 0–1      |

## Mérkőzések
Az időpontok helyi idő szerint értendők.
| 2007. november 10. 16:00 (UTC+8) |

| Hongkong | 0–0         | Türkmenisztán |
| -------- | ----------- | ------------- |
|          | Jegyzőkönyv |               |

| Hongkong Stadion, Hongkong Nézőszám: 2823 Játékvezető: Múdzsgef (jordániai) |

| 2007. november 18. 18:00 (UTC+5) |

| Türkmenisztán                           | 3–0               | Hongkong |
| --------------------------------------- | ----------------- | -------- |
| Naszirov 42' Bajramov 53' Mirzsojev 80' | (1–0) Jegyzőkönyv |          |

| Olimpiai Stadion, Aşgabat Nézőszám: 30 000 Játékvezető: al-Hiláli (ománi) |

Továbbjutott Türkmenisztán 3–0-s összesítéssel a 3. fordulóba.
| 2007. november 9. 19:00 (UTC+7) |

| Indonézia                | 1–4               | Szíria                                      |
| ------------------------ | ----------------- | ------------------------------------------- |
| Sudarsono 39' (11-esből) | (1–3) Jegyzőkönyv | Iszmájl 17' ez-Zeno 34' Sábo 43' Ráfi 90+3' |

| Gelora Bung Karno Stadion, Jakarta Nézőszám: 35 000 Játékvezető: Torky (iráni) |

| 2007. november 18. 14:00 (UTC+2) |

| Szíria                                                      | 7–0               | Indonézia |
| ----------------------------------------------------------- | ----------------- | --------- |
| Sábo 40' 47' 87' Ráfi 60' 72' 90' al-Huszejn 81' (11-esből) | (2–0) Jegyzőkönyv |           |

| al-Abbászíjjin Stadion, Damaszkusz Nézőszám: 5000 Játékvezető: Sun (Szun Pao-csie) (kínai) |

Továbbjutott Szíria 11–1-es összesítéssel a 3. fordulóba.
| 2007. november 9. 19:30 (UTC+8) |

| Szingapúr     | 2–0               | Tádzsikisztán |
| ------------- | ----------------- | ------------- |
| Duric 23' 44' | (1–0) Jegyzőkönyv |               |

| Nemzeti Stadion, Szingapúr Nézőszám: 6606 Játékvezető: Kvon (dél-koreai) |

| 2007. november 18. 13:00 (UTC+5) |

| Tádzsikisztán | 1–1               | Szingapúr |
| ------------- | ----------------- | --------- |
| Iszmajlov 2'  | (1–1) Jegyzőkönyv | Shah 25'  |

| Központi Stadion, Dusanbe Nézőszám: 21 500 Játékvezető: Shield (ausztrál) |

Továbbjutott Szingapúr 3–1-es összesítéssel a 3. fordulóba.
| 2007. november 9. 16:15 (UTC+3) |

| Jemen                          | 1–1               | Thaiföld       |
| ------------------------------ | ----------------- | -------------- |
| an-Nono 43' al-Amki 84′, 90+2′ | (1–1) Jegyzőkönyv | Csajkhamdi 35' |

| Ali Muhszín al-Múrjászi Stadion, Szanaa Nézőszám: 12 000 Játékvezető: al-Gamdi (Szaúd-arábiai) |

| 2007. november 18. 17:00 (UTC+7) |

| Thaiföld       | 1–0               | Jemen              |
| -------------- | ----------------- | ------------------ |
| Csajkhamdi 16' | (1–0) Jegyzőkönyv | al-Vádi 40′, 90+1′ |

| Szuphacsalaszaj Stadion, Bangkok Nézőszám: 29 000 Játékvezető: Macumura (japán) |

Továbbjutott Thaiföld 2–1-es összesítéssel a 3. fordulóba.